# Torre Seneca One
La Torre Seneca One è un grattacielo di Buffalo nello stato di New York negli Stati Uniti.

## Storia
I lavori di costruzione dell'edificio, iniziati nel 1969, sono stati portati a termine nel 1974.

## Descrizione
Alta 38 piani, raggiunge un'altezza di 161,24 metri, cosa che ne fa il grattacielo più alto della città.